# Zòsim (escriptor)
|  | Per a altres significats, vegeu «Zòsim (desambiguació)». |

Zòsim (en llatí Zosimus, en grec Ζώσιμος) fou un gramàtic i escriptor romà d'Orient nadiu d'Ascaló o, segons alguns autors, de Gaza.
Va viure en temps de l'emperador Anastasi I Dicor (r. 491-518). Segons l'enciclopèdia Suides fou l'autor d'un λέξις ῥητορικὴ κατὰ στοιχεῖον (del qual Suides en va fer un ús considerable) i d'uns comentaris sobre Demòstenes, a més d'una vida d'aquest orador i de Lísies.